# Ambalikoppa, Dharwad
Ambalikoppa là một làng thuộc tehsil Dharwad, huyện Dharwad, bang Karnataka, Ấn Độ.